# Stazioni della metropolitana di Erevan
Il seguente è un elenco delle stazioni della metropolitana di Erevan.

## Cambi di denominazione
Nel corso degli anni alcune delle stazioni della rete metropolitana di Erevan sono state sottoposte a un cambio di denominazione.
| Stazione                | Nome precedente   | Anno      |
| ----------------------- | ----------------- | --------- |
| Marshal Baghramyan      | Saralandzhi       | 1981–1982 |
| Piazza della Repubblica | Piazza Lenin      | 1981–1992 |
| Piazza Garegin Nzhdeh   | Piazza Spandaryan | 1987–1992 |
| Zoravar Andranik        | Hoktemberyan      | 1989–1990 |

## Stazioni
| Stazione (trascrizione/traduzione in italiano) | Stazione (in armeno)    | Stazione (trascrizione/traduzione in russo) | Fotografia                                   | Linea             | Data di inaugurazione |
| ---------------------------------------------- | ----------------------- | ------------------------------------------- | -------------------------------------------- | ----------------- | --------------------- |
| Barekamutyun                                   | Բարեկամություն          | Дружба                                      | Barekamutyun (Yerevan Metro)                 | ErevanMetroLigne1 | 7 marzo 1981          |
| Maresciallo Baghramyan                         | Մարշալ Բաղրամյան        | Маршал Баграмян                             | Marshal Baghramyan Metro Station             | ErevanMetroLigne1 | 7 marzo 1981          |
| Yeritasardakan                                 | Երիտասարդական           | Молодёжная/Еритасардакан                    | Youth Station 11                             | ErevanMetroLigne1 | 8 marzo 1981          |
| Piazza della Repubblica                        | Հանրապետության Հրապարակ | Площадь Республики                          | Metro Yerevan Republic Square metro station  | ErevanMetroLigne1 | 26 dicembre 1981      |
| Zoravar (Generale) Andranik                    | Զորավար Անդրանիկ        | Зоравар Андраник                            | Metro Yerevan Zoravar Andranik metro station | ErevanMetroLigne1 | 26 dicembre 1989      |
| Davide di Sassun                               | Սասունցի Դավիթ          | Давид Сасунский                             | David of Sasun Metro Station 11 (4)          | ErevanMetroLigne1 | 7 marzo 1981          |
| Gortsaranain                                   | Գործարանային            | Заводская/Горцаранаин                       | Gortsaranain0833                             | ErevanMetroLigne1 | 11 giugno 1983        |
| Shengavit                                      | Շենգավիթ                | Шенгавит                                    | Shengavit underground station0581            | ErevanMetroLigne1 | 26 dicembre 1985      |
| Piazza Garegin Nzhdeh                          | Գարեգին Նժդեհի Հրապարակ | Площадь Гарегина Нжде                       | Garegin Nzhdeh Square (Yerevan Metro)        | ErevanMetroLigne1 | 4 gennaio 1987        |
| Charbakh                                       | Չարբախ                  | Чарбах                                      | Charbakh metro 2                             | ErevanMetroLigne1 | 26 dicembre 1996      |